# رسلمانیا ۳۹
رِسِلمانیا ۳۹ (انگلیسی: WrestleMania 39) با عبارت تبلیغاتی: رسلمانیا به هالیوود می‌رود (انگلیسی: Wrestlemania Goes Hollywood) سی و نهمین دوره از رویداد غیر رایگان (Pay-Per-View) رسلمانیا در کشتی حرفه‌ای است که توسط کمپانی دبلیودبلیوئی و برای هر دو برند راو و اسمک‌داون تهیه می‌شود و این دوره‌اش هم در دو شب، در ۱ و ۲ آوریل ۲۰۲۳ در ورزشگاه سوفی استادیوم شهر اینگلوود، ایالت کالیفرنیا برگزار شد.
رسلمانیا ۳۹ ششمین رسلمانیایی بود که در منطقه کلان‌شهر لس آنجلس (پس از رسلمانیاهای ۲، ۷، ۱۲ و ۲۰۰۰ و ۲۱) برگزار شد.
در این رویداد بزرگ در مجموع ۱۶ مسابقه برگزار شد که هر شب شامل هشت مسابقه بود.
در مسابقه اصلی شبِ اول، کوین اونز و سمی زین توانستند د اوسوز (جی و جیمی اوسو) را شکست دهند و قهرمانی کمربندهای تگ تیم راو و اسمکدان را به دست آوردند و به رکورد ۶۲۲ روز قهرمانی تگ تیم گروه د اوسوز پایان دهند. همچنین اولین بار بود که مسابقه قهرمانی تگ تیم مسابقه اصلی (مین اونت) رسلمنیا بود. در سایر مسابقات مهم، ست رولینز، لوگان پاول را شکست داد. ریا ریپلی توانست شارلوت فلر را شکست دهد و کمربند قهرمانی زنان اسمکدان را از آن خود کند. همچنین آستین تئوری، جان سینا را شکست داد تا کمربند ایالات متحده را حفظ کند. در مسابقه اصلی شبِ دوم، رومن رینز توانست کودی رودز را شکست دهد تا کمربندهای دبلیودبلیوئی و یونیورسال خود را حفظ کند. در دیگر مسابقات مهم، ادج در یک مسابقه جهنم درون یک قفس، دیمن فین بلر را شکست داد. گانتر در یک مسابقه سه نفره، درو مکینتایر و شیمس را برد تا از کمربند بین قاره ای خود محافظت کند. براک لزنر نیز در یک مسابقه کوتاه اوماس را شکست داد.

## زمینه‌سازی

لوگوی رسلمانیا ۳۹

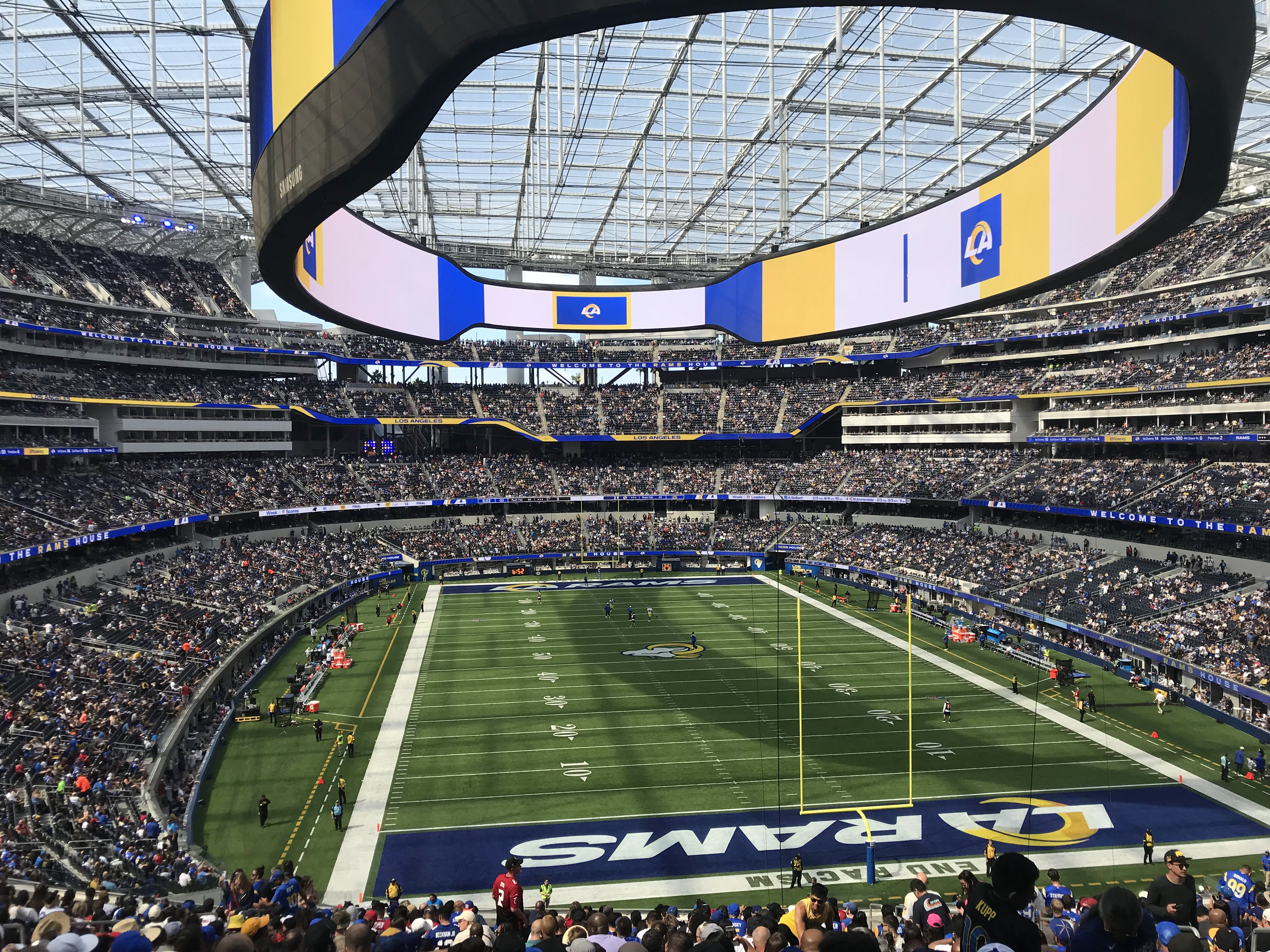
ورزشگاه سوفی، محل برگزاری رسلمانیا ۳۹

رسلمانیا به عنوان بهترین رویداد سالانه کمپانی دبلیودبلیوئی و نماد این کمپانی معرفی می‌شود؛ چرا که قدیمی‌ترین و دارای بیشترین تعداد برگزاری در تاریخ کشتی حرفه‌ای و در دبلیودبلیوئی و از نظر اهمیت برابر سوپر بول در ورزش لیگ فوتبال ملی در کشور آمریکا است. این رویداد شامل مسابقاتی بین دشمنی‌های موجود، ماجراهای پیش آمده و داستان‌هایی خواهد بود که پیش از این در برنامه‌های راو یا اسمک داون پخش شده بود. کشتی‌گیرها با توجه به مسابقات یا سری اتفاقاتی که برایشان رخ می‌دهد، تنش را به حداکثر می‌رساند و نقش منفی یا قهرمان به خود می‌گیرند.

### رومن رینز و کودی رودز
در رسلمانیا ۳۸ کودی رودز بعد از ۶ سال به طرز شگفت‌انگیزی بازگشت و ست رولینز را شکست داد. او ادعا کرد که برای به دست آوردن کمربند دبلیودبلیوئی که پدرش داستی رودز هیچ وقت موفق به کسب آن نشد به کمپانی دبلیودبلیوئی بازگشته است. کودی اما بعد از مسابقه با ست رولینز در هل این ا سل حدود ۶ ماه مصدوم شد تا این در یکی از راوهای ماه ژانویه تأیید شد که او در مسابقه رویال رامبل (۲۰۲۳) حضور خواهد داشت. کودی رودز در مسابقه رویال رامبل مردان پیروز شد تا حق مسابقه در برابر رومن رینز برای قهرمانی هر دو کمربند دبلیودبلیوئی و یونیورسال را در رسلمانیا ۳۹ کسب کند.

### ریا ریپلی و شارلوت فلر
در رویال رامبل (۲۰۲۳)، ریا ریپلی در مسابقه رویال رامبل زنان پیروز شد تا در رسلمانیا ۳۹ حق مسابقه بر سر کمربند جهانی زنان را به دست آورد. در قسمت بعدی راو، ریپلی تصمیم گرفت که شارلوت فلیر را برای قهرمانی زنان اسمکدان به چالش بکشد، و یک مسابقه بین این دو نفر در رسلمانیا ۳۹ ثبت شد.

### بیانکا بلر و آسکا
با توجه به اینکه ریا ریپلی، برنده مسابقه رویال رامبل زنان، کمربند قهرمانی زنان اسمکدان را انتخاب کرد، یک مسابقه اتاق حذف برای رویداد الیمینیشن چیمبر (۲۰۲۳)برنامه‌ریزی شد تا رقیب بیانکا بلر برای کمربند قهرمانی زنان راو در رسلمانیا ۳۹ مشخص شود که در آن مسابقه آسکا برنده شد و حریف بیانکا بلر در رسلمانیا ۳۹ برای کسب کمربند زنان راو شد.

### براک لزنر و اوماس
در قسمت ۲۰ فوریه راو، اوماس و مدیر برنامه اش ام وی پی به مسابقه بین براک لزنر و بابی لشلی در الیمینیشن چمبر اشاره کردند و ام‌وی‌پی، لزنر را ترسو خواند و ادعا کرد که لزنر عمداً خود را رد صلاحیت کرده‌است زیرا لزنر می‌دانست که نمی‌تواند از سابمیشن هرت لاک لشلی را فرار کند. سپس ام وی پی هفته بعد لزنر را به راو دعوت کرد تا چلنج اوماس را برای مسابقه در رسلمانیا ۳۹ بپذیرد. در آن قسمت راو، لزنر پذیرفت که با اوماس در رسلمانیا ۳۹ مسابقه بدهد.

### آستین تئوری و جان سینا
از آوریل سال ۲۰۲۲، آستین تئوری و جان سینا از طریق رسانه‌های اجتماعی مصاحبه‌هایی علیه یگدیگر منتشر می‌کردند. این دو برای مدت کوتاهی در طول جشن بیست سالگی حضور جان سینا در کمپانی در قسمت راو در ۲۷ ژوئن ۲۰۲۲ رودررو شدند. در فوریه ۲۰۲۳، در طول کنفرانس مطبوعاتی پس از رویداد الیمینیشن چیمبر، پس از اینکه تئوری کمربند قهرمانی ایالات متحده را در این رویداد حفظ کرد، تئوری از اینکه همه به جای دستاوردهای خودش دربارهٔ جان سینا از او سؤال می‌کردند، عصبانی شد. پس از اینکه اعلام شد سینا در قسمت ۶ مارس راو بازخواهد گشت، تئوری گفت که از او استقبال گرمی خواهد کرد. در آن قسمت راو تئوری با سینا روبرو شد و ادعا کرد که سینا الهام‌بخش او بوده و سپس سینا را به چالش کشید تا در رسلمنیا ۳۹ برای قهرمانی کمربند ایالات متحده با او روبرو شود، اما سینا چون احساس می‌کرد تئوری آماده نیست، رد کرد. سینا پس از تشویق توسط تئوری، به طرفداران در سالن اجازه داد که تصمیم بگیرند، و آنها برای دیدن این مسابقه به شدت تشویق کردند و سینا را وادار کردند تا این مسابقه را برای رسلمانیا ۳۹ بپذیرد.

### گانتر در مقابل شیمس و درو مکینتایر
در قسمت ۱۰ مارس اسمکدان، یک مسابقه پنج نفره برگزار شد که برنده این مسابقه برای قهرمانی کمربند بین‌قاره‌ای در رسلمانیا ۳۹ با گانتر روبرو می‌شد. در این مسابقه درو مکینتایر و شیمس هر دو حریفان خود را همزمان پین کردند و به عنوان برندگان مشترک معرفی شدند. سپس اعلام شد که این دو هفته بعد برای تعیین مدعی شماره یک قطعی کمربند بین قاره ای با یکدیگر روبرو خواهند شد. با این حال، پس از حمله گروه ایمپریوم (گانتر، لودویگ کایزر و جیووانی وینچی) به هر دو شرکت‌کننده، آن مسابقه بدون برنده به پایان رسید. سپس تصمیم گرفته شد که گانتر از کمربند خود در برابر مکینتایر و شیمس در یک مسابقه سه نفره در رسلمنیا ۳۹ دفاع کند.

### لوگان پاول و ست رولینز
در رویال رامبل ۲۰۲۲، لوگان پاول، به‌عنوان یک شرکت کننده در مسابقه رویال رامبل مردان، به صورت غافلگیر کننده برگشت و ست رولینز را حذف کرد. پس از این، رولینز شروع به تخریب پاول در مصاحبه‌هایش کرد و گفت که دیگر نمی‌خواهد پاول در کمپانی حضور باشد. در رویداد الیمینیشن چیمبر، در طول مسابقه بر سر کمربند ایالات متحده، پاول به اتاق چمبر رفت و به رولینز حمله کرد که به قیمت از دست رفتن فرصت قهرمانی ایالات متحده برای رولینز تمام شد. پاول دعوت رولینز برای حضور در قسمت ۶ مارس راو را پذیرفت. و در آن قسمت مسابقه آن‌ها برای رسلمانیا ۳۹ تأیید شد.

### ادج و فین بلر
در رسلمنیا ۳۸، ادج به لطف کمک دیمین پریست، مسابقه خود را برد. سپس این دو گروهی به نام جاجمنت دی را تشکیل دادند. طی چند ماه بعد، ریا ریپلی و فین بلر نیز به گروه اضافه شدند ولی در ماه ژوئن، بلر، پریست و ریپلی به ادج حمله کردند و او را از گروه بیرون کردند. در سپتامبر، دامینیک میستریو به جاجمنت دی پیوست. اج در چند ماه بعد به دشمنی خود با جاجمنت دی ادامه داد و او و همسرش بث فینیکس با هم متحد شدند تا بلر و ریپلی را در الیمینیشن چیمبر شکست دهند. در قسمت بعدی راو، ادج که احساس می‌کرد دشمنی‌اش با جاجمنت دی تمام شده‌است، مسابقه قهرمانی کمربند ایالات متحده خود در مقابل آستین تئوری را پس از دخالت بلر واگذار کرد. هفته بعد، بلور گفت که دشمنی آنها تمام نشده‌است و اج را به مسابقه ای در رسلمنیا ۳۹ دعوت کرد. در قسمت هفته بعد راو، ادج در مسابقه بلر دخالت کرد و باعث شکست او شد و ادج بلر را به چالش کشید تا در قسمت بعدی راو به تنهایی با او ملاقات کند. در آنجا، آن دو با یک مسابقه هل این ا سل در رسلمنیا ۳۹ موافقت کردند.

### کوین اونز و سمی زین در مقابل د اوسوز
از اواخر سال ۲۰۲۰، کوین اونز با گروه بلادلاین اختلاف داشت. در رویداد سروایور سریز وار گیمز در نوامبر ۲۰۲۲، اونز در یک مسابقه وارگیمز در مقابل بلادلاین که بهترین دوست اونز، یعنی سمی زین به عنوان یک عضو افتخاری در تیم حریف حضور داشت، به مسابقه پرداخت. بلادلاین به لطف خیانت زین به اونز در آن مسابقه پیروز شد. پس از اینکه رومن رینز، رهبر بلادلاین، اونز را در رویال رامبل ۲۰۲۳ شکست داد، اعضای د اوسوز در گروه بلادلاین (جی اوسو و جیمی اوسو) و سولو سیکوآ به اونز حمله کردند، در حالی که زین در بلاتکلیفی نظاره گر آن صحنه بود. رینز به زین دستور داد تا با صندلی فولادی به اونز حمله کند، اما زین ناگهان به رینز خیانت کرد و در عوض با صندلی به او ضربه کرد. این اتفاق منجر به مسابقه ای بین رینز و زین در الیمینیشن چیمبر (۲۰۲۳) شد که در آن رینز پیروز شد، اما پس از مسابقه، اونز مانع از حمله بیشتر گروه بلادلاین به زین شد. در قسمت بعدی راو، زین گفت که علیرغم اتفاقات پیش آمده بین آن‌ها، او و اونز باید با هم همکاری کنند تا بلادلاین را از بین ببرند. اونز گفت که او فقط به زین کمک کرد تا خانواده زین مجبور نباشند ببینند که او مانند اونز در مقابل خانواده‌اش در رویال رامبل نابود می‌شود و او به زین گفت که به تنهایی به مبارزه ادامه خواهد داد. در هفته‌های بعد، زین سعی کرد اوسوز را متقاعد کند که رینز آنها را به بازی گرفته‌است. جیمی وفاداری خود را به خانواده اش حفظ کرد، در حالی که بلاتکلیفی جی تا قسمت ۶ مارس راو ادامه داشت، در آن قسمت او ظاهراً طرف زین را گرفت و با او دست داد، اما سپس به او حمله‌ور شد، او گفت که زین از خانواده او نیست. هفته بعد، کودی رودز، حریف رومن رینز در رسلمنیا، تلاش کرد تا به حل مسائل بین اونز و زین کمک کند، اما اوونز نپذیرفت. با این حال، اواخر همان شب، اونز به کمک زین آمد، که توسط اوسوز مورد حمله قرار گرفته بود و اوونز و زین یک دیگر را در آغوش گرفتند. در قسمت ۲۰ مارس راو، اوسوز چلنج اوونز و زین را برای مسابقه ای در رسلمانیا ۳۹ برای قهرمانی کمربندهای تگ تیم راو و اسمکدان را پذیرفت و مسابقه رسماً ثبت شد.

### ری میستریو و دامینیک میستریو
ری میستریو که با گروه جاجمنت دی مشکلات خاص خود را داشت، زمانی این مشکلات شدت گرفت که پسرش دامینیک میستریو در کلش ات د کسل (۲۰۲۲) بعد برد ادج و ری در مقابل جاجمنت دی، ناگهان به این گروه پیوست. ری از مبارزه با پسر خود امتناع ورزید و در آستانه ترک دبلیودبلیوئی بود، اما او متقاعد شد که بماند. او به اسمکدان انتقال پیدا کرد تا در راو در مقابل پسرش قرار نگیرد. با این حال، مسیرهای آنها دوباره در رویال رامبل ۲۰۲۳ تلاقی می‌کرد. ری قرار بود در مسابقه رویال رامبل مردان شرکت کند، اما وقتی موسیقی ورودی او پخش می‌شد وارد سالن نشد. سپس دامینیک در حالی که نقاب ری روی صورتش بود وارد شد، به این معنی که به پدرش حمله کرده‌است تا از ورود او جلوگیری کند. با برنده شدن ریا ریپلی از جاجمنت دی در رویال رامبل زنان و انتخاب مسابقه برای کمربند قهرمانی زنان اسمکدان، این گروه شروع به حضور در اسمکدان کرد، بنابراین دومینیک دوباره شروع به حمله به پدرش کرد. در قسمت ۱۰ مارس راو، پس از اینکه اعلام شد که ری اولین عضو تالار مشاهیر دبلیودبلیوئی در سال ۲۰۲۳ خواهد بود، دومینیک گفت که پدرش سزاوار این قدردانی نیست. هفته بعد، ری گفت که می‌خواهد دومینیک برای همراهی در تالار مشاهیر در کنارش باشد، اما دومینیک در عوض سعی کرد ری را به مسابقه‌ای در رسلمانیا ۳۹ سوق دهد. با این حال، ری موضع خود را تأیید کرد که با پسرش مبارزه نخواهد کرد. در قسمت ۲۴ مارس اسمکدان، خانواده میستریو مسابقه ری را تماشا می‌کردند که که او به دلیل دخالت دومینیک شکست خورد. پس از آن، دومینیک به مادر و خواهرش بی‌احترامی کرد و ری را مجبور کرد که مداخله کند و دومینیک را بزند. سپس ری چلنج دامینیک را برای مسابقه ای در رسلمانیا ۳۹پذیرفت.

## نتایج

#### شب اول (۱ آوریل)
| #                                                     | نتایج | نوع مسابقه                                                   | مدت زمان |
| ----------------------------------------------------- | --- | ------------------------------------------------------------ | -------- |
| ۱                                                     | آستین تئوری (c) پیروز در مقابل جان سینا | مسابقه تک نفره برای قهرمانی کمربند ایالات متحده دبلیودبلیوئی | ۱۱:۲۰    |
| ۲                                                     | استریت پروفیتز (آنجلو داوکینز و مونتز فورد) پیروز در مقابل براون استرومن و ریکوشی، آلفا آکادمی (چد گیبل و اوتیس) و د وایکینگ ریدرز (اریک و ایوار) | مسابقه تگ تیم چهار جانبه مردان                               | ۸:۳۰     |
| ۳                                                     | ست رالینز پیروز در مقابل لوگان پاول | مسابقه تک نفره                                               | ۱۶:۱۵    |
| ۴                                                     | تریش استراتوس، لیتا و بکی لینچ پیروز در مقابل دمیج کنترل (بیلی، داکوتا کای و آیو اسکای)                                                           | مسابقه تگ تیم سه نفره                                        | ۱۴:۴۰    |
| ۵                                                     | ری میستریو پیروز در مقابل دامینیک میستریو | مسابقه تک نفره                                               | ۱۴:۵۵    |
| ۶                                                     | ریا ریپلی پیروز در مقابل شارلوت فلر (c) | مسابقه تک نفره برای قهرمانی کمربند زنان اسمکدان دبلیودبلیوئی | ۲۳:۳۵    |
| ۷                                                     | پت مکافی پیروز در مقابل د میز | مسابقه تک نفره                                               | ۳:۴۰     |
| ۸                                                     | سمی زین و کوین اونز پیروز در مقابل د اوسوز (جی و جیمی اوسو) (c)                                                                                   | مسابقه تگ تیم برای قهرمانی کمربندهای تگ تیم راو و اسمکدان    | ۲۴:۱۵    |
| - (c) – نشان‌دهنده قهرمان(هایی) است که به میدان می‌روند | |                                                              |          |

#### شب دوم (۲ آوریل)
| #                                                     | نتایج | نوع مسابقه                                                        | مدت زمان |
| ----------------------------------------------------- | --- | ----------------------------------------------------------------- | -------- |
| ۱                                                     | براک لزنر پیروز در مقابل اوماس (با همراهی ام وی پی)                                                      | مسابقه تک نفره                                                    | ۴:۵۵     |
| ۲                                                     | راندا روزی و شینا بزلر پیروز در مقابل لیو مورگان و راکل رودریگز، ناتالیا و شاتزی، سونیا دویل و چلسی گرین | مسابقه تگ تیم چهار جانبه زنان                                     | ۸:۲۵     |
| ۳                                                     | گانتر (c) پیروز در مقابل درو مکینتایر در مقابل شیمس                                                      | مسابقه تریپل ترت برای قهرمانی کمربند بین قاره ای دبلیودبلیوئی     | ۱۶:۴۰    |
| ۴                                                     | بیانکا بلر (c) پیروز در مقابل آسکا                                                                       | مسابقه تک نفره برای قهرمانی کمربند زنان راو دبلیودبلیوئی          | ۱۶:۰۵    |
| ۵                                                     | اسنوپ داگ پیروز در مقابل د میز                                                                           | مسابقه تک نفره                                                    | ۲:۲۰     |
| ۶                                                     | ادج پیروز در مقابل دیمِن فین بلر                                                                          | مسابقه هل این ا سل                                                | ۱۸:۱۰    |
| ۷                                                     | رومن رینز (c) (با همراهی پاول هیمن و سولو سیکوآ) پیروز در مقابل کودی رودز                                | مسابقه تک نفره برای قهرمانی هر دو کمربند یونیورسال و دبلیودبلیوئی | ۳۴:۳۵    |
| - (c) – نشان‌دهنده قهرمان(هایی) است که به میدان می‌روند | |                                                                   |          |